# Фуде
Фуде (фр. Fouday) је насељено место у Француској у региону Алзас, у департману Доња Рајна.
По подацима из 2011. године у општини је живело 365 становника, а густина насељености је износила 178,05 становника/km².

## Демографија
| 1990. | 2011. |
| ----- | ----- |
| 0     | 365   |